# Carmenta odda
Carmenta odda là một loài bướm đêm thuộc họ Sesiidae. Nó được Duckworth và Eichlin miêu tả năm 1977. Nó được tìm thấy ở South Carolina to Florida.